# インガム (巡視船)
インガム(USCGC Ingham, WPG/WAGC/WHEC-35) は、アメリカ沿岸警備隊のカッター。トレジャリー型。艦名は第9代アメリカ合衆国財務長官サミュエル・インガムに因む。「インガム」の名を持つカッターとしては四代目。
インガムはアメリカ沿岸警備隊史上最多の勲章を授与され、また殊勲部隊章を唯一二度受章した武勲めでたい船として知られている。
インガムは現在フロリダ州キーウェストで博物館船として保存されており、アメリカ合衆国国定歴史建造物およびアメリカ合衆国国家歴史登録財に指定されている。

## 船歴
1934年1月30日にアメリカ合衆国財務省によって結ばれた建造契約に基づき、インガムは1935年5月1日にフィラデルフィア海軍造船所で起工、1936年6月3日に姉妹船ウィリアム・J・デュアンとロジャー・B・トーニーと共に進水した。インガムは同日キャサリン・インガム・ブラッシュによって当初の船名である「サミュエル・D・インガム」（USCGC Samual D. Ingham）と命名され、1936年9月12日に就役した。その後インガムは1937年5月に「インガム」（USCGC Ingham）に改名されている。

### 第二次世界大戦

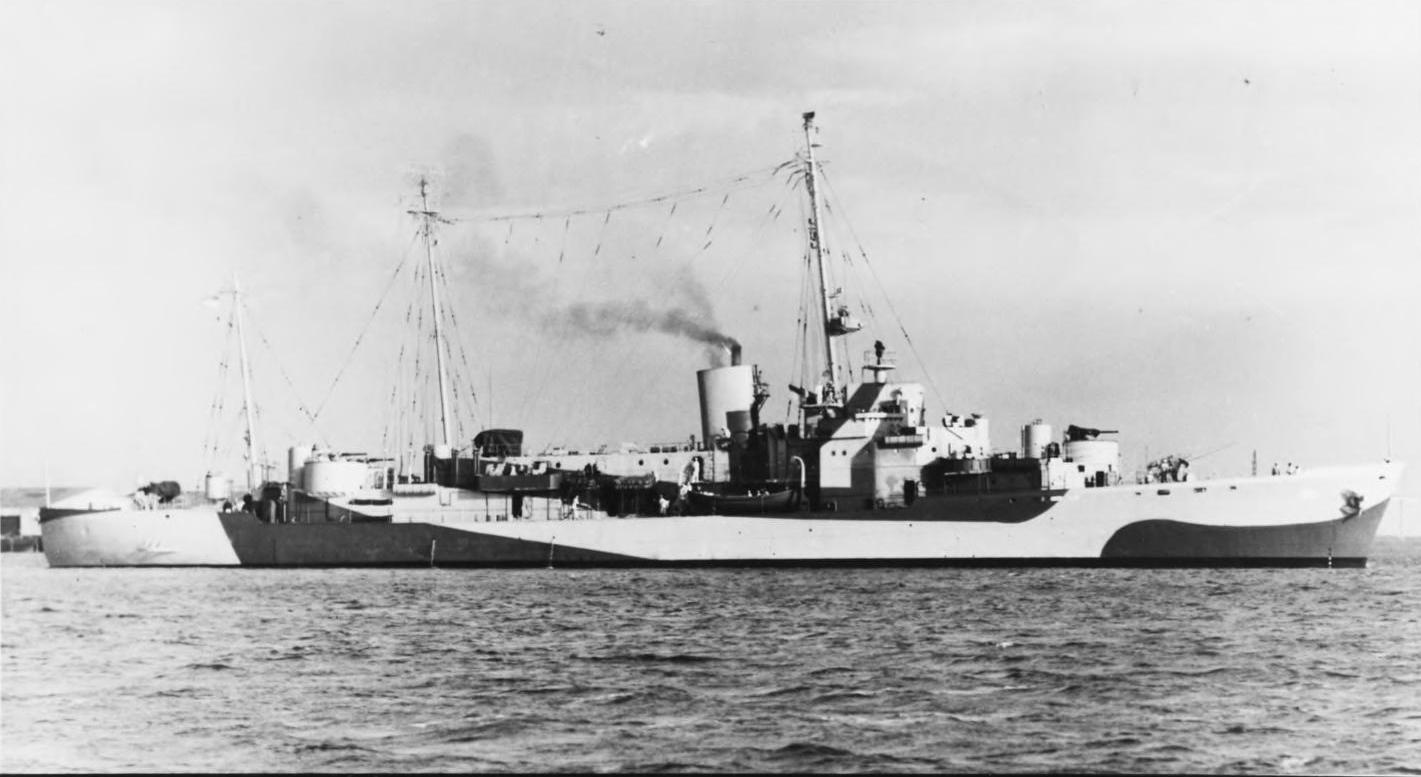
サウスカロライナ州の海軍造船所におけるインガム。 1944年10月11日。

第二次世界大戦が勃発すると、インガムは他の沿岸警備隊カッターと同様に船団護衛任務に就いた。インガムは多数の船団を護衛する中で、悪天候、ドイツ海軍のUボート、そして敵機と戦いながら、イギリスを支える各種物資を運ぶ輸送船を守った。
1942年12月15日、船団護衛中だったインガムはドイツの潜水艦U-626を撃沈した 。さらに1944年以降、インガムは上陸作戦における指揮艦として活動し太平洋戦域で3つの戦いに参加した。インガムはUボートを撃沈したアメリカ艦艇で最後まで現役であった艦だった。

### 戦後
朝鮮戦争勃発後は、1950年から1953年にかけて朝鮮半島沿岸へ展開し、海上封鎖のための哨戒活動に従事した。

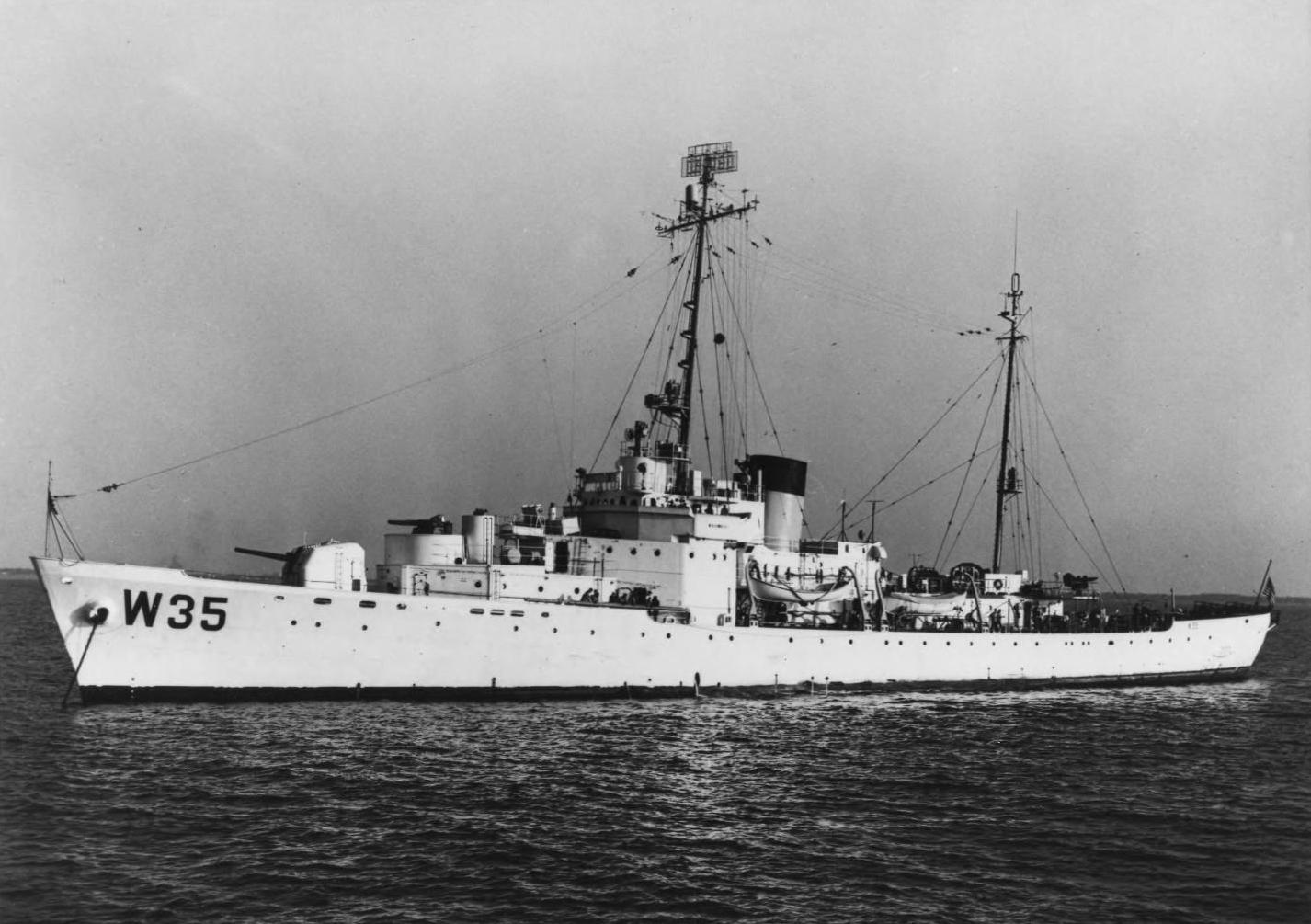
戦後のインガム。1953年撮影。

1966年8月、インガムはアメリカ東海岸で冒険家のウィリアム・ウィリスを救助し、アルゼンチア沿岸警備隊管区へ彼を送り届けた。
インガムはその後1968年8月3日から1969年2月28日にかけてベトナム戦争へ派遣されたが、その間シーローズ作戦（Operation SEA LORDS）とスウィフト・レイダー作戦(Operation SWIFT RAIDER)での活動から殊勲部隊章2個を授かった。
ベトナムでの活動を終えた後にインガムは通常の沿岸警備隊における任務へ戻り、退役する1988年まで活動した。当時インガムの50年以上にわたる現役期間は、航行可能なアメリカの艦艇ではマサチューセッツ州ボストンで保存されているフリゲートコンスティチューションに次ぐ2番目に古い記録であった。

### 保存

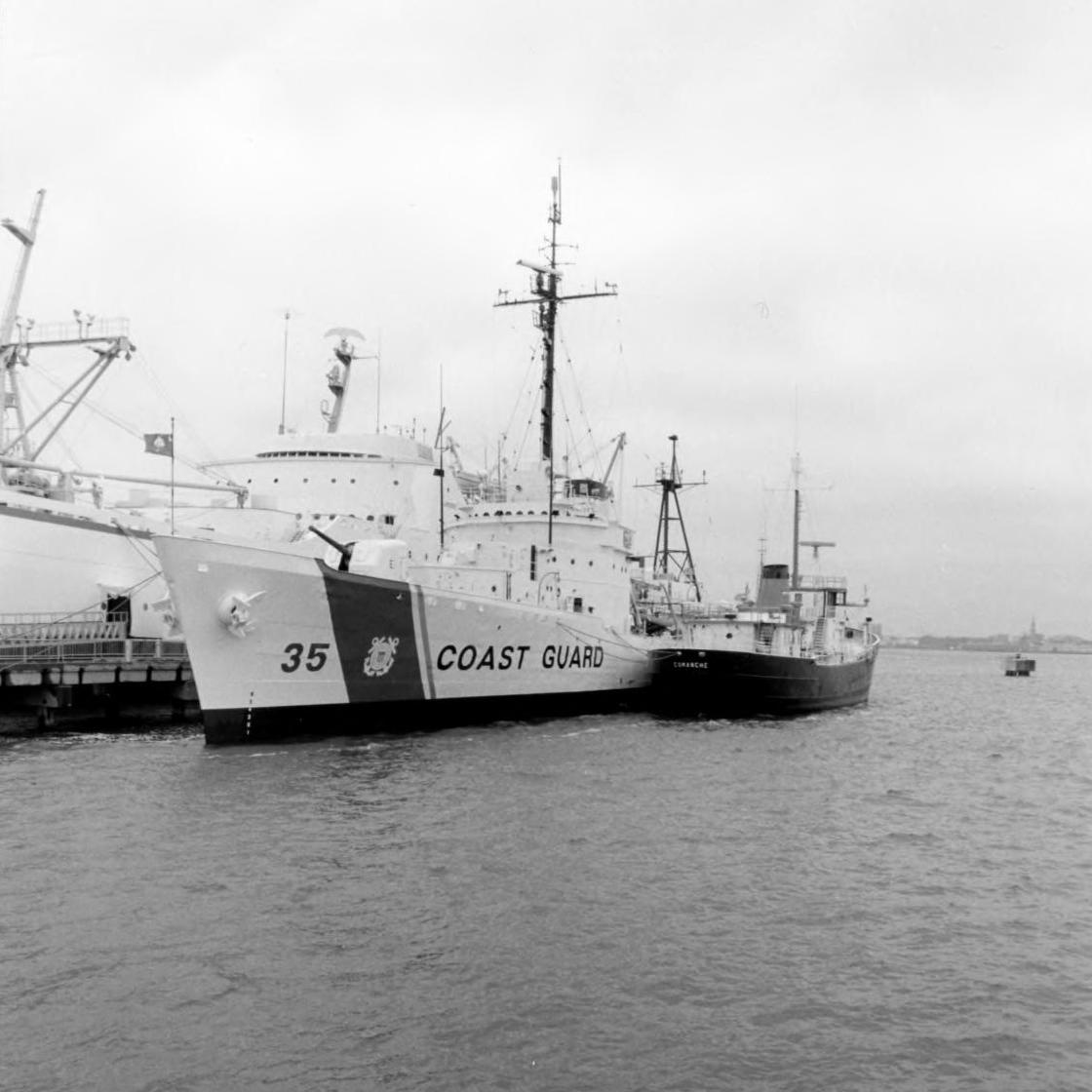
パトリオッツ・ポイントで展示されるインガム。1990年撮影。

インガムは1989年にサウスカロライナ州マウントプレザントのパトリオッツ・ポイントが所有権を獲得した。2009年8月20日まで、インガムの傍らには空母ヨークタウンと駆逐艦ラフィー、 潜水艦クラマゴアも同様に保存されていた。
2009年8月20日にインガムはサウスカロライナ州ノースチャールストンの沿岸警備隊埠頭へ曳航され、小規模な修理のために乾ドック入りを待つことになった。ノースカロライナ州デチェンス造船所の乾ドックで短い修理期間を過ごした後、インガムはフロリダ州キーウェストへ曳航され2009年11月24日に到着した。インガムは現在キーウェスト海事記念博物館（Key West Maritime Memorial Museum）の一部である。
沿岸警備隊長官（Commandant of the Coast Guard）は、インガムを第二次世界大戦とベトナム戦争で命を落とした沿岸警備隊員たちの国立記念館であると宣言している。インガムの後甲板には、戦死した912名の沿岸警備隊員の名前が刻まれた記念碑が設置されている。
インガムは1992年4月27日にアメリカ合衆国国定歴史建造物とアメリカ合衆国国家歴史登録財にそれぞれ指定された。

## 栄典

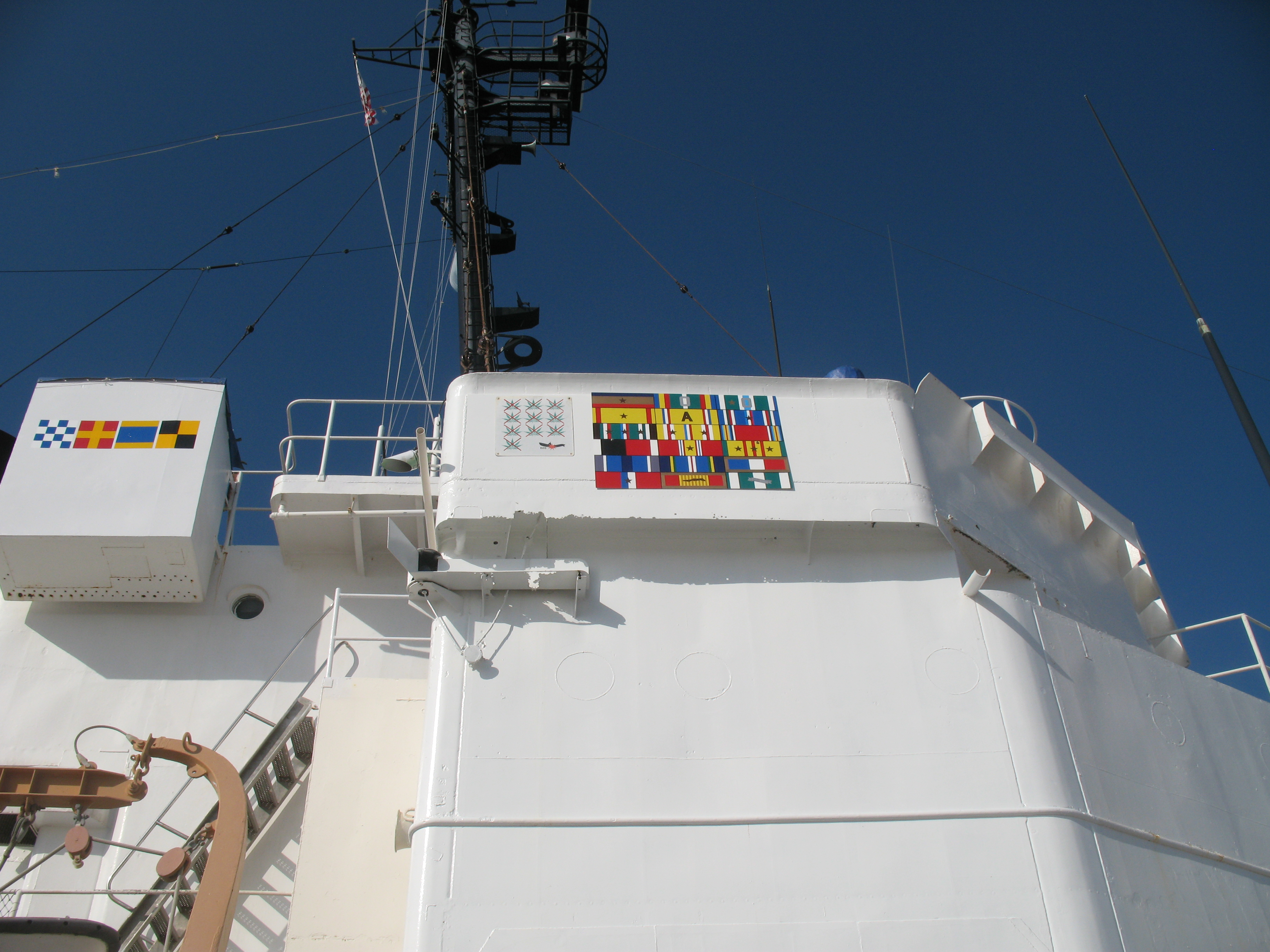
インガムの船橋に描かれている略綬。2010年1月撮影。

インガムは現役期間で以下の勲章を受章した。
- 殊勲部隊章（英語版）・・・2個
- 沿岸警備隊殊勲部隊章（英語版）・・・2個、「O」記章付き[11]
- 沿岸警備隊記念殊勲部隊章（英語版）・・・2個
- 沿岸警備隊Eリボン（英語版）・・・3個
- 中国従軍勲章（英語版）
- アメリカ国防従事勲章（英語版）・・・「A」記章付き
- アメリカ戦役勲章
- ヨーロッパ-アフリカ-中東戦役勲章（英語版）・・・従軍星章（英語版）2個付き
- アジア-太平洋戦役勲章（英語版）・・・従軍星章3個付き
- 第二次世界大戦戦勝勲章（英語版）
- 国防従軍勲章（英語版）・・・星章1個付き
- ベトナム従軍勲章（英語版）・・・戦役星章（campaign star）3個付き
- 人道支援勲章（英語版）
- 沿岸警備隊特殊作戦従軍リボン（英語版）
- フィリピン殊勲部隊章（英語版）
- ベトナム共和国勇敢十字殊勲部隊章（英語版）
- フィリピン解放リボン（英語版）・・・星章1個付き
- ベトナム共和国戦役勲章（英語版）